# Zhang Shuo (calciatore)
Zhang Shuo (张烁S, Zhāng ShuòP; Pechino, 17 settembre 1983) è un calciatore cinese, attaccante del Tianjin Quanjian.